# Albert Pettersson
För släggkastaren Albert Petterson, se Albert Pettersson (släggkastare).
Erik Albert "Kol-Pelle" Petersson, född 5 maj 1885 i Örebro, död 8 mars 1960 i Oscars församling, Stockholm, var en svensk tyngdlyftare och åkare. Han blev olympisk bronsmedaljör i -75 kg-klassen i Antwerpen 1920.